# الوندی (بستان‌آباد)
الوندی یکی از روستاهای استان آذربایجان شرقی است که در دهستان مهران‌رود مرکزی بخش مرکزی شهرستان بستان‌آباد واقع شده‌است.این روستا ۷۲ نفر جمعیت دارد.